# بوث غودوين
بوث غودوين (بالإنجليزية: R. Booth Goodwin)‏ هو محامي وقاضي أمريكي، ولد في 1971 في تشارلستون في الولايات المتحدة.

## وصلات خارجية
- الموقع الرسمي